# Albert Gautier
Albert Gautier (* 16. Mai 1853 in Pforzheim; † 29. Juni 1931 in Herrenalb) war ein deutscher Verwaltungsbeamter, Kommunalpolitiker und Richter.

## Leben
Nach dem Abitur in Heidelberg studierte Albert Gautier Rechtswissenschaften an der Ruprecht-Karls-Universität Heidelberg. 1872 wurde er Mitglied des Corps Suevia Heidelberg. Nach dem Studium und der Promotion wurde er 1876 Rechtspraktikant und 1880 Referendar beim Bezirksamt Rastatt. Von 1882 bis 1884 war er Amtmann beim Bezirksamt Freiburg und anschließend beim Bezirksamt Bruchsal. 1886 wurde er zum Oberamtmann und Amtsvorstand des Bezirksamts Stockach ernannt. 1888 wurde er beurlaubt, um das Amt des Oberbürgermeisters von Bruchsal antreten zu können. 1892 trat er zur Fortführung dieses Amtes aus dem Staatsdienst aus, das er zur Niederlegung 1898 innehatte. Anschließend war er in Mannheim und ab 1899 in Heidelberg Landgerichtsrat. 1912 wurde er pensioniert.